# 天生一对 (泰国电视剧)
《天生一對》（羅馬化：Buppesanniwat），又译为《宿缘》、《爱的宿命》，是2018年播出的泰國電視劇，改編自同名小說。2016年1月21日定裝，1月29日正式開拍，歷時兩年拍攝，於2018年2月21日首播，接檔《戲中情緣》。本劇由塔納瓦特·瓦塔納普迪、拉妮·坎彭領銜主演，播出之後引發全國追劇熱潮，堪稱年度神劇。製作人芭努潘也宣布將開拍續集《天生一对之命中注定》，于2023年10月18日起在泰国第3电视台播出。

## 社會現象

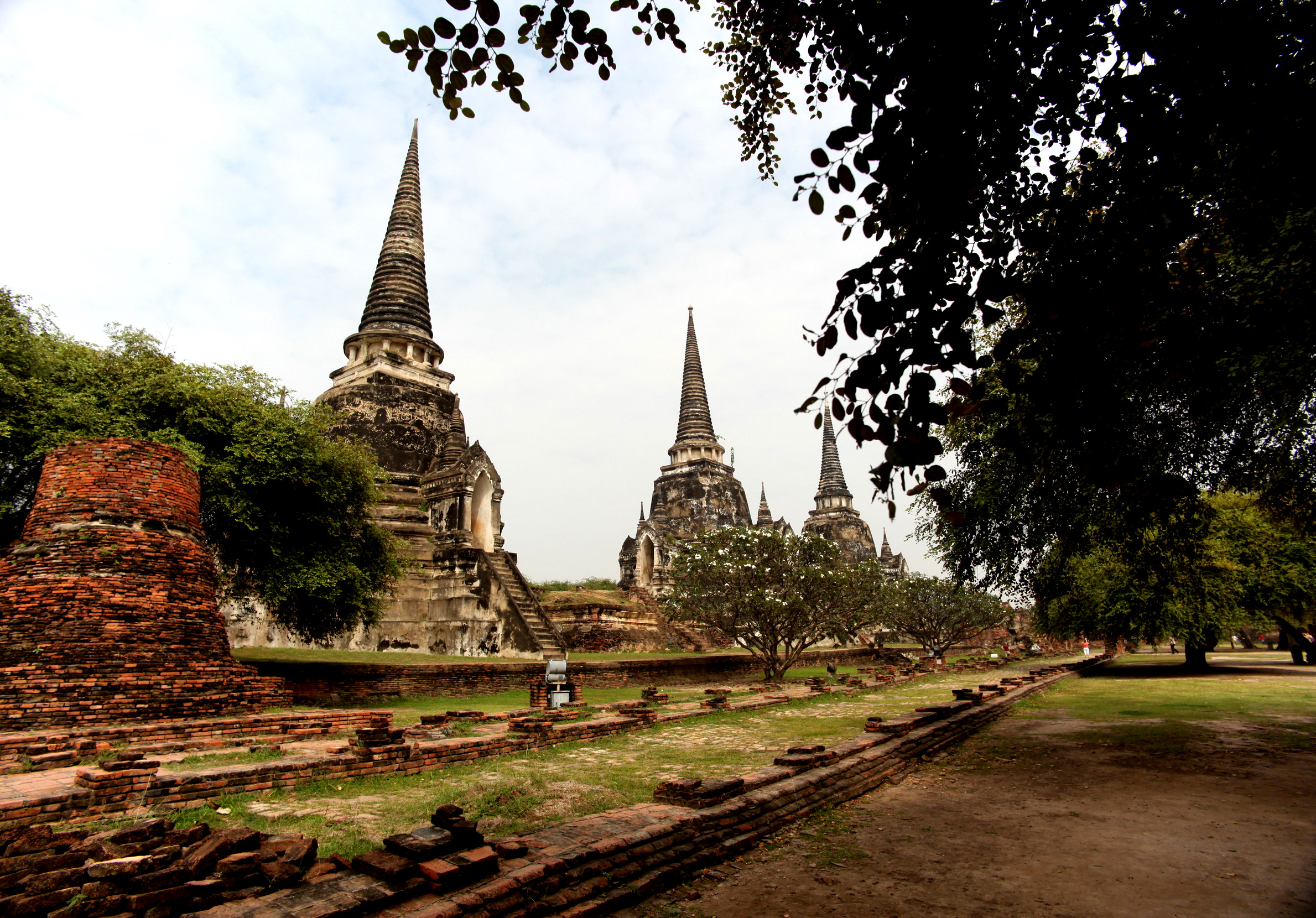
劇中男女主角乘坐白馬上談情說愛之處。（今帕席桑碧寺遺址）

自播出以来，泰国掀起了一股復古热潮，大家開始使用古語問候，仿作劇中的泰式經典美食，泰國政府也鼓勵民眾穿著傳統泰服慶祝宋干節。2018年4月2日，泰國總理帕拉育召見劇組，表示「這部電視劇展示了泰國的文化和傳統以及當時人們的穿著，這引起了泰國公眾的興趣，人們都很喜歡。」本劇的熱播甚至帶動大城府、華富里府與北欖古城等地的周邊觀光。
本劇除了促使三台股票大漲，男女主角商演和代言更是邀約不斷，出場費水漲船高，可謂名利雙收。另外，泰國國內包括7-11、AIS與Mistine等各大業者均釋出相關廣告沾光，其中7-11甚至推出《天生美味》美食大賞吸客。
拜翻譯組所賜，本劇亦在兩岸三地刮起熱潮，豆瓣評分8.2，bilibili曾創下同時超過20萬人觀看直播。此外，目前有5家公司洽詢小說版權，除了將翻譯成中文版本，更打算改編成陸劇。

## 制作
2012年，Broadcast Thai Television宣布翻拍2010年獲獎小說《宿緣》，由拉妮·坎彭出線，攜手塔納瓦特·瓦塔納普迪等人共同演出。由於古蹟原址在泰緬戰爭中毀壞殆盡，劇組利用高超的CG特效重現當年榮景，其中的中國市場和龍舟比賽等場景更不惜砸下重金還原，因此畫面極為細膩和優美。

### 選角
本劇製作曠日廢時，途中也歷經角色更動，2012年首度定案時，原屬意由阿拉亞·愛爾柏塔·亥蓋特（Chompoo）擔綱演出女主角，然而因計畫延宕，Chompoo改接《邱比特系列》，後來傳出娜塔玻·提米露克（Taew）頂替上位，不過最終確定由拉妮·坎彭（Bella）接下。男主角部分也是一波三折，原定由傑西達邦·福爾迪（Tik）出演，但他已事前答應另一部電視劇的邀約而推辭，最後協議由塔納瓦特·瓦塔納普迪（Pope）演出Det一角；至於Reung起初設定由男星塔克利·达万鹏試鏡，後來輾轉由卡文·英瑪諾泰（Punjan）勝任這個角色。
另外，男主角Det哥哥為享譽「泰國詩仙」美名的西巴拉，因直言不諱得罪宮中機要而被流放邊疆，在歷史上是個極具爭議的真實人物。幾經思量後，礙於角色難以駕馭和發揮，本劇編劇不在此多做著墨，故導演僅僅在劇末安排讓他（由Natanop Chuenhirun客串）短暫登場。

## 播出時間

### 首播
| 頻道         | 所在地              | 開始播映日期   | 播出時間                             |
| ------------ | ------------------- | -------------- | ------------------------------------ |
| 泰國3台      | 泰國                | 2018年2月21日  | 星期三至四 20:20 - 22:50             |
| dimsum       | 马来西亚 · 新加坡 · | 2018年12月19日 | 分集上線。配有中、英、巫字幕。       |
| J2           | 香港                | 2019年11月28日 | 星期一至五 18:00 - 19:00             |
| TVasia       |                     | 2020年1月11日  | 星期六至日 19:30 - 20:30             |
| 新传媒U频道  | 新加坡              | 2020年3月14日  | 星期六至日 21:00 - 23:00             |
| TVS          | 马来西亚            | 2021年8月30日  | 星期一至五 18:15-19:00               |
| 公視主頻     | 臺灣                | 2023年5月1日   | 星期一至三 11:00-12:00               |
| 愛爾達影劇台 | 臺灣                | 2024年4月1日   | 星期一至五 22:00 - 00:00（兩集連播） |

### 重播
| 頻道        | 所在地 | 開始播映日期  | 播出時間                 |
| ----------- | ------ | ------------- | ------------------------ |
| 泰國3台     | 泰國   | 2018年5月11日 | 星期一至五 18:45 - 19:45 |
| 泰國3台     | 泰國   | 2023年8月10日 | 星期一至五 19:00 - 20:00 |
| 新传媒U频道 | 新加坡 | 2020年9月9日  | 星期一至五 18:00 - 19:00 |
| 新传媒U频道 | 新加坡 | 2022年7月4日  | 星期一至五 17:00 - 18:00 |
| 新传媒U频道 | 新加坡 | 2023年8月11日 | 星期一至五 18:00 - 19:00 |
| 公視主頻    | 臺灣   | 2023年5月1日  | 星期一至三 23:00-24:00   |
| 公視主頻    | 臺灣   | 2023年8月29日 | 星期一至五 09:00-11:00   |

## 故事大綱
嘉拉潔（拉妮·坎彭飾）是個美麗但是生性蠻橫歹毒的千金小姐。達德（塔納瓦特·瓦塔納普迪飾）是阿瑜陀耶王朝（大城王國）的外交使臣，和嘉拉潔定有婚約，但是目睹過她的狠毒性格所以厭惡她。嘉蘇蘭（拉妮·坎彭飾）是一位考古系優等生，精通泰國歷史，還會法語。雖然外貌不美麗，但卻十分善良可愛。因為一場車禍意外，嘉蘇蘭從現代穿越到泰國阿瑜陀耶王朝時代，她對周遭的一切都很好奇，而煥然一新的嘉拉潔（嘉蘇蘭）令達德非常好奇，一次次的不同觀念碰撞及善良本性被她吸引，使達德對嘉拉格 的印象改變，漸漸認定了她就是他的“真命天女” 。

## 登場人物
| 演員                            | 角色                                                 | 歷史原型                                    | 粵語配音 | 介紹 |
| 拉妮·坎彭 Tanyarat Kung（替身） | 卡蘇蘭 （香港J2：嘉蘇蘭） （เกศสุรางค์ / Kadesurang）  | 虛構角色                                    | 劉惠雲   | 生活在現代的歷史學霸，因一場車禍意外穿越回到阿瑜陀耶王朝時代，並附身在刁蠻千金卡拉閣身上。她聰明機智，善良純真，總能化險為夷，也一步步取得大家的認可和信賴。                                          |
| 拉妮·坎彭 Tanyarat Kung（替身） | 卡拉閣 （香港J2：嘉拉格） （การะเกด / Karakade）     | 虛構角色                                    | 劉惠雲   | 來自雙河城。父母雙亡的她個性暴躁，自大狂妄，因心生歹念做出喪盡天良的壞事，最後受「月亮魔咒（香港J2：黑天神迦利咒）」的懲罰而不得善終。                                                                |
| 塔納瓦特·瓦塔納普迪             | 德特 （香港J2：達德） （เดช / Dech）                 | Khun Sri Srisawat                           | 雷霆     | 原始爵位為Muen Sunthonthewa。溫文儒雅，頗有書生風範，因此愛慕者眾多。起初對被施咒前的卡拉閣恨之入骨，但後來漸漸看見她的迷人之處，因而心生情愫，也一直想窺探這個女孩的真實身分。                       |
| 路易斯·斯科特                   | 康斯坦丁·华尔康 （香港J2：君士坦丁·法爾孔）          | 康斯坦丁·华尔康 （香港J2：君士坦丁·法爾孔） | 麥皓豐   | 希臘人。因其辯才無礙，又精通多國語言，迅速成為那萊王身邊的寵臣。他機關算盡剷除異己，與帕碧羅闍互別苗頭，更密謀著不可告人的計畫......                                                                  |
| 蘇希菈·蘭娜                     | 瑪麗 （มะลิ / Malee）                                 | 玛丽亚·居约马尔·德·皮尼亚                   | 曾秀清   | 溫柔婉約、善解人意，具葡萄牙、日本與孟加拉血統，為忠貞的天主教基督徒。雖然她已有心上人，卻仍然被華爾康強行取作為妻，被迫被賦予新名Thong Kip Ma，過著有名無實的生活......                              |
| 卡文·英瑪諾泰                   | 汝恩理 （香港J2：朗杰／阿朗） （เรืองฤทธิ์ / Ruengrit） | 虛構角色                                    | 李凱傑   | 卡蘇蘭的現代密友，雖然感覺一副玩世不恭的模樣，但打從心底在意著卡蘇蘭。 |
| 卡文·英瑪諾泰                   | 汝恩 （香港J2：朗安／阿朗） （เรือง / Reung）         | 身分待查                                    | 李凱傑   | 加官晉爵前全名為Muen Reung Ratchapakdee。外型俊俏，喜歡卡拉閣（實為穿越後的卡蘇蘭）的行事風格，兩人時常打情罵俏，總引起德特在旁吃醋。不過對於古代汝恩而言，相對優雅的霑瓦小姐才真正讓他動了真情...... |
| 肯娜苒·翁卡鍾凱                 | 霑瓦 （香港J2：珍雅） （จันทร์วาด / Janwar）           | 戈沙列將軍之女                              | 張頌欣   | 氣質出眾，才貌雙全，她默默愛慕德特許久，然而，從良後的卡拉閣（實為穿越後的卡蘇蘭）文武並茂，讓她自嘆不如，和德特的關係因此漸行漸遠。                                                                  |
| 威紹特·漢莫拉                   | 阿載 （จ้อย / Joi）                                   |                                             | 張方正   | 德特的僕人 |
| 查麦蓬·贾图拉普特               | 占巴·坤英 （Champa）                                 |                                             | 陸惠玲   | 德特的母亲 |

## 原聲帶
| 類型   | 歌名                     | 主唱              |
| 片頭曲 | 《天生一對》             | 萨拉尤·维奈帕尼   |
| 片尾曲 | 《相視傾心》             | 莎兰娜·薇素缇塔达 |
| 插曲   | 《你啊你》（男聲版）     | 彭·诺普威猜       |
| 插曲   | 《你啊你》（女聲改編版） | 南希·娜瓦提雅     |

## 收視率
本劇首播僅錄得全國3.4%收視率，同時段排名第三，然而透過口碑發酵，加上電視台的傾力宣傳，促使收視直線上升，於第12、14集，曼谷地區創下23.9%的亮眼成績，全國整體收視亦在最終回（第15集）以18.6%收官。本劇是泰國數位電視普及化以來單一電視台的最高收視表現，打破2016年《三面娜迦》完結篇17.29%的紀錄。另外，根據另一項市調顯示，近八成泰國民眾同步追劇。
- 收視最低的集數以藍色表示，收視最高的集數以紅色表示，而空格則表示該集的收視沒有相關數據。

| 集數 No.   | 播放日期      | 播放時段 (UTC+07:00) | 平均收視率 | 來源   |
| ---------- | ------------- | -------------------- | ---------- | ------ |
| 1          | 2018年2月21日 | 星期三 20:20         | 3.42       | [ 18 ] |
| 2          | 2018年2月22日 | 星期四 20:20         | 4.77       | [ 18 ] |
| 3          | 2018年2月28日 | 星期三 20:20         | 7.31       | [ 18 ] |
| 4          | 2018年3月1日  | 星期四 20:20         | 8.20       | [ 18 ] |
| 5          | 2018年3月7日  | 星期三 20:20         | 11.35      | [ 18 ] |
| 6          | 2018年3月8日  | 星期四 20:20         | 12.65      | [ 18 ] |
| 7          | 2018年3月14日 | 星期三 20:20         | 14.76      | [ 18 ] |
| 8          | 2018年3月15日 | 星期四 20:20         | 15.51      | [ 18 ] |
| 9          | 2018年3月21日 | 星期三 20:20         | 15.97      | [ 18 ] |
| 10         | 2018年3月22日 | 星期四 20:20         | 15.98      | [ 18 ] |
| 11         | 2018年3月28日 | 星期三 20:20         | 17.44      | [ 18 ] |
| 12         | 2018年3月29日 | 星期四 20:20         | 17.38      | [ 18 ] |
| 13         | 2018年4月4日  | 星期三 20:20         | 17.37      | [ 18 ] |
| 14         | 2018年4月5日  | 星期四 20:20         | 17.91      | [ 18 ] |
| 15         | 2018年4月11日 | 星期三 20:20         | 18.63      | [ 18 ] |
| 平均收視率 | 平均收視率    | 平均收視率           | 13.24      | 1      |

^1  基於每集的平均觀眾份額。

## 作品的變遷
| 泰國第3电视台 星期三至四 20:20 - 22:50     | 泰國第3电视台 星期三至四 20:20 - 22:50       | 泰國第3电视台 星期三至四 20:20 - 22:50 |
| ------------------------------------------ | -------------------------------------------- | -------------------------------------- |
|                                            | 天生一對 （2018年2月21日 - 2018年4月11日）   |                                        |
| 戲中情緣 （2018年1月11日 - 2018年2月15日） | 同一片天空 （2018年4月25日 - 2018年6月20日） |                                        |

| 香港 無綫電視J2 星期一至五 18:00 - 19:00           | 香港 無綫電視J2 星期一至五 18:00 - 19:00       | 香港 無綫電視J2 星期一至五 18:00 - 19:00 |
| -------------------------------------------------- | ---------------------------------------------- | ---------------------------------------- |
|                                                    | 天生一對 （2019年11月28日 - 2020年1月16日）    |                                          |
| 微微一笑很傾城 （2019年10月16日 - 2019年11月26日） | 浮士德的微笑 （2020年1月17日 - 2020年2月28日） |                                          |

| 新加坡 新传媒U频道 星期六至日 21:00 - 23:00 | 新加坡 新传媒U频道 星期六至日 21:00 - 23:00                                                 | 新加坡 新传媒U频道 星期六至日 21:00 - 23:00 |
| ------------------------------------------- | ------------------------------------------------------------------------------------------- | ------------------------------------------- |
|                                             | 天生一对 （2020年3月14日 - 2020年5月17日） （中文配音版）                                   |                                             |
| 名不虛傳 （2020年2月1日 - 2020年3月8日）    | 我的救护车 （2020年5月23日 - 2020年6月14日） 虽然30但仍17 （2020年6月20日 - 2020年7月19日） |                                             |

| 臺灣 公視主頻 每週一至三 11:00 - 12:00 | 臺灣 公視主頻 每週一至三 11:00 - 12:00   | 臺灣 公視主頻 每週一至三 11:00 - 12:00 |
| -------------------------------------- | ---------------------------------------- | -------------------------------------- |
|                                        | 天生一對 （2023年5月1日－2023年7月31日） |                                        |
| （－2023年4月26日）                    | 雅加達小情歌 （2023年8月1日－2023年）    |                                        |